# Рејчел Гатина
Рејчел Гатина је измишљени лик из америчке телевизијске серије „Три Хил“, кога тумачи америчка глумица Данил Харис.
Рејчел је као мала девојчица имала проблема са прекомерном тежином, које је решила пластичном операцијом. Тада је добила онакав изглед какав је у потпуности желела. Доселила се у градић Три Хил, како би ту завршила средњу школу. Одмах је постала вођа навијачица, преузевши ту позицију од Брук. Касније је међутим постала веома добра пријатељица са Брук. Због преправљања решења теста из математике избачена је из средње школе. У петој сезони се поново појављује, као бивша манекенка у компанији чији је власник Брук, која има велике проблеме са дрогом.